# Antonio Daniels
Pour les articles homonymes, voir Daniels.
Antonio Ray Daniels, né le 19 mars 1975 à Columbus dans l'Ohio, est un joueur américain de basket-ball professionnel ayant joué en NBA. Il est aujourd'hui commentateur pour les Pelicans de La Nouvelle-Orléans sur Fox Sports.

## Biographie
Après avoir joué en NCAA à l'Université d'État de Bowling Green, il est sélectionné par Grizzlies de Vancouver, franchise qui déménage ensuite à Memphis pour devenir les Grizzlies de Memphis, au quatrième rang de la Draft 1997 de la NBA. Durant sa carrière, il joue pour les Grizzlies, les Spurs de San Antonio (Daniels était dans l'équipe championne en 1999), les Trail Blazers de Portland, les SuperSonics de Seattle et les Wizards de Washington.
Il a des moyennes de 7,8 points et 3,3 passes décisives par match en carrière.